# Regatul Bagratid al Armeniei
Regatul Bagratid al Armeniei, cunoscut și ca Armenia Bagratidă (armeană Բագրատունյաց Հայաստան Bagratunyats Hayastan sau Բագրատունիների թագավորություն, Bagratunineri t’agavorut’yun, „regatul Bagratunilor”), a fost un stat independent înființat de Așot I Bagratuni⁠(d) la începutul anilor 880 după două secole de dominare a Armeniei Mari sub conducere arabă Omeiadă și Abbasidă. Cu două puteri contemporane în regiune, Abasizii și bizantinii, preocupate să-și concentreze forțele pe subjugarea popoarelor din regiune și cu împrăștierea mai mulor familii nobile armenești nakharar⁠(d), Așot a fost capabil să se afirma ca personaj conducător al mișcării de alungare a arabilor din Armenia.
Prestigiul lui Așot a crescut după ce liderii bizantini și arabi i-au cerut să mențină un stat tampon lângă frontierele lor. Califatul l-a recunoscut pe Așot ca „principe al principilor” în 862 și, mai târziu, rege în 884 sau 885. Înființarea regatului Bagratuni⁠(d) ulterior a condus la fondarea altor principate și regate armene: Taron⁠(d), Vaspurakan, Kars, Khachen⁠(d) și Siunik⁠(d). Unitatea între toate aceste state a fost uneori greu de menținut în timp ce bizantinii și arabii n-au încetat să exploateze sitația regatului pentru propriile câștiguri. Sub regimul lui Așot al III-lea, Ani⁠(d) a devenit capitala regatului și s-a dezvoltat devenind un centru economic și cultural înfloritor.
Prima jumătate a secolului 11 a fost martora unui declin și în cele din urmă a unui colaps al regatului. Cu șirul de victorii ale împăratului Vasile al II-lea prin care a anexat părți din Armenia de sud-vest, regele Hovhannes-Smbat⁠(d) s-a simțit nevoit să-i cedeze teritoriile și în 1022 a promis să lase prin testament regatul bizantinilor după moartea sa. Oricum, după decesul lui Hovhannes-Smbat în 1041, succesorul său, Gagik II⁠(d), a refuzat să predea Aniul și a continuat rezistența până în 1045, când regatul său, chinuit de amenințări interne și externe, a fost în final cucerit de forțele bizantine.